# Calathea pavonii
Calathea pavonii är en strimbladsväxtart som beskrevs av Friedrich August Körnicke. Calathea pavonii ingår i släktet Calathea och familjen strimbladsväxter. Inga underarter finns listade.